# Grimsby Town FC
Grimsby Town FC is een Engelse voetbalclub uit Cleethorpes, North East Lincolnshire, spelend in de League Two, het vierde niveau van het Engels voetbalsysteem. De club draagt de bijnaam Mariners en werd opgericht in 1878. Thuiswedstrijden worden sinds 1898 afgewerkt op Blundell Park. 
Grimsby Town was vooral vóór de Tweede Wereldoorlog erg succesvol en speelde in totaal twaalf seizoenen op het hoogste niveau. De beste eindklassering was in het seizoen 1934/35, toen onder leiding van trainer Frank Womack een vijfde plaats werd behaald. In de jaren dertig haalde de ploeg uit Lincolnshire ook tweemaal de halve finale van de FA Cup. De bekendste trainer in de geschiedenis van de ploeg is Bill Shankly (1951 tot 1954), toen de ploeg op het derde niveau opereerde.
In 1948 degradeerde Grimsby voor het laatst uit de hoogste voetbalklasse en wist nadien nooit meer terug te keren. Sinds 2004 bungelt de ploeg tussen het vierde en het vijfde niveau van het Engels voetbal. Hoogtepunt van recentere jaren is het behalen van de finale van de Football League Trophy in 2008. Deze werd echter verloren van MK Dons. In 1998 wist Grimsby wel de Football League Trophy te winnen, toen ze in de finale te sterk waren voor AFC Bournemouth.
In 2022 promoveerde de ploeg naar de League Two, na Solihull Moors FC in de play-off finale met 2-1 te hebben verslagen.

## Erelijst
- The Championship

Winnaar: 1900/01, 1933/34
Runners-up: 1928/29
- Third Division North

Winnaar: 1925/26, 1955/56
- League One

Winnaar: 1979/80
Runners-up: 1961/62
- League Two

Winnaar: 1971/72
Runners-up: 1978/79, 1989/90
- Football League Trophy

Winnaar: 1998
Runners-up: 2008
- Football League Group Cup

Winnaar: 1982

## Eindklasseringen vanaf 1946/47
- 1947 16e
First Division
- 1948 22e
First Division
- 1949 11e
Second Division
- 1950 11e
Second Division
- 1951 22e
Second Division
- 1952 2e
Third Division North / South
- 1953 5e
Third Division North / South
- 1954 17e
Third Division North / South
- 1955 23e
Third Division North / South
- 1956 1e
Third Division North / South
- 1957 16e
Second Division
- 1958 13e
Second Division
- 1959 21e
Second Division
- 1960 4e
Third Division
- 1961 6e
Third Division
- 1962 2e
Third Division
- 1963 19e
Second Division
- 1964 21e
Second Division
- 1965 10e
Third Division
- 1966 11e
Third Division
- 1967 17e
Third Division
- 1968 21e
Third Division
- 1969 23e
Fourth Division
- 1970 16e
Fourth Division
- 1971 19e
Fourth Division
- 1972 1e
Fourth Division
- 1973 9e
Third Division
- 1974 6e
Third Division
- 1975 16e
Third Division
- 1976 18e
Third Division
- 1977 23e
Third Division
- 1978 6e
Fourth Division
- 1979 2e
Fourth Division
- 1980 1e
Third Division
- 1981 7e
Second Division
- 1982 17e
Second Division
- 1983 19e
Second Division
- 1984 5e
Second Division
- 1985 10e
Second Division
- 1986 15e
Second Division
- 1987 21e
Second Division
- 1988 22e
Third Division
- 1989 9e
Fourth Division
- 1990 2e
Fourth Division
- 1991 3e
Third Division
- 1992 19e
Second Division
- 1993 9e
First Division
- 1994 16e
First Division
- 1995 10e
First Division
- 1996 17e
First Division
- 1997 22e
First Division
- 1998 3e
Second Division
- 1999 11e
First Division
- 2000 20e
First Division
- 2001 18e
First Division
- 2002 19e
First Division
- 2003 24e
First Division
- 2004 21e
Second Division
- 2005 18e
League Two
- 2006 4e
League Two
- 2007 15e
League Two
- 2008 16e
League Two
- 2009 22e
League Two
- 2010 23e
League Two
- 2011 11e
Conference Premier
- 2012 11e
Conference Premier
- 2013 4e
Conference Premier
- 2014 4e
Conference Premier
- 2015 3e
Conference Premier
- 2016 4e
National League
- 2017 14e
League Two
- 2018 18e
League Two
- 2019 17e
League Two
- 2020 15e
League Two
- 2021 24e
League Two
- 2022 6e
National League
- 2023 11e
League Two
- 2024 21e
League Two
- 2025 9e
League Two

- First Division
- Second Division
- Third Division
- Fourth Division
- League Two
- National League

ⓘ In 1992 invoering van de Premier League en opheffing van de Fourth Division; in 2004 opheffing van de First, Second en Third Division.

## Bekende (oud-)spelers
- Akwasi Asante
- Trevor Whymark